# Кулаковка (Воронежская область)
Кулаковка — село в Россошанском районе Воронежской области России. Входит в состав Старокалитвенского сельского поселения.

## История
Село было основано в конце XVIII — начале XIX века. В «Списке населенных мест Российской империи», изданном в 1865 году, населённый пункт был упомянут как казачий хутор Кулаковка (Кулаков) Острогожского уезда Воронежской губернии. при реке Дон, расположенный в 120 верстах от уездного города Острогожск. На хуторе насчитывалось 102 двора и проживало 628 человек (310 мужчин и 318 женщин). Функционировал православный молитвенный дом.

## География
Село находится в южной части Воронежской области, в степной зоне, на правом берегу реки Дон, на расстоянии примерно 27 километров (по прямой) к востоку-северо-востоку (ENE) от города Россошь, административного центра района. Абсолютная высота — 109 метров над уровнем моря.
Часовой пояс
Село Кулаковка, как и вся Воронежская область, находится в часовой зоне МСК (московское время). Смещение применяемого времени относительно UTC составляет +3:00.

### Улицы
Уличная сеть села состоит из трёх улиц.

## Население
| 1859 | 1897  | 2010 |
| ---- | ----- | ---- |
| 628  | ↗1032 | ↘163 |

Гендерный состав
По данным Всероссийской переписи населения 2010 года в гендерной структуре населения мужчины составляли 48,5 %, женщины — соответственно 51,5 %.
Национальный состав
Согласно результатам переписи 2002 года, в национальной структуре населения русские составляли 79 %.

## Инфраструктура
В селе функционирует отделение Почты России.